# Marienplatz (Stuttgart)
Der Marienplatz ist ein Platz in Stuttgart-Süd. Er geht zurück auf einen Park aus dem Jahr 1876 und besteht in seiner heutigen Form seit 2003.

## Geographie

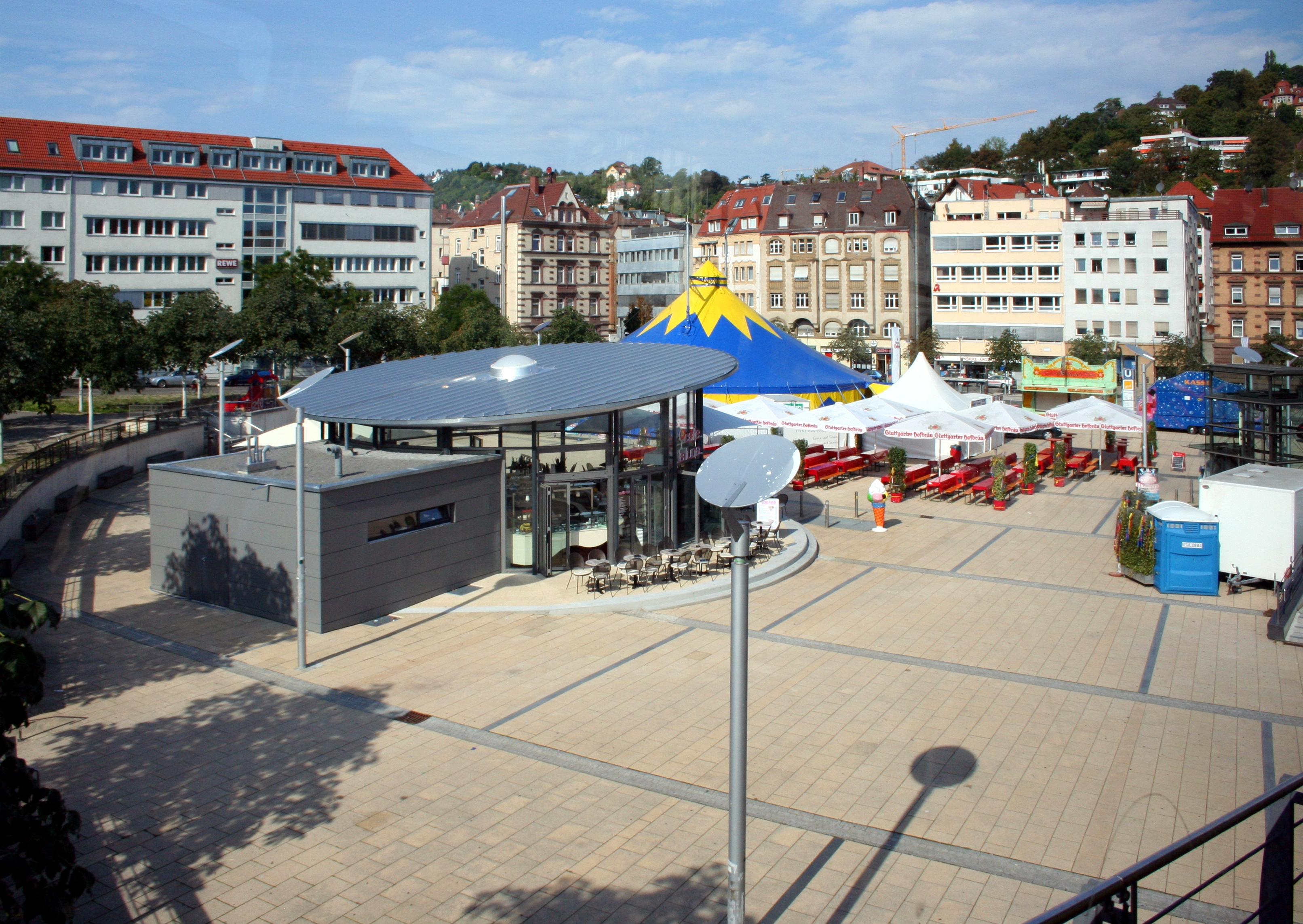
Marienplatz mit dem Pavillon (2011)

### Name
Der württembergische König Wilhelm II. benannte den Platz nach dem Vornamen seiner Verlobten Marie zu Waldeck und Pyrmont.

### Lage und Beschreibung
Der ungefähr fünfeckige und über 1,6 Hektar große Marienplatz liegt im Stadtbezirk Stuttgart-Süd. Er wird im Süden durch die Filderstraße begrenzt, im Westen und Nordwesten durch eine ebenfalls Marienplatz genannte Fahrstraße, im Nordosten durch den Kaiser-Bau und im Osten durch die dort Hauptstätter Straße genannte Bundesstraße 14. Unweit der Südostecke tritt die Bundesstraße ins Nordportal des Heslacher Tunnels ein.

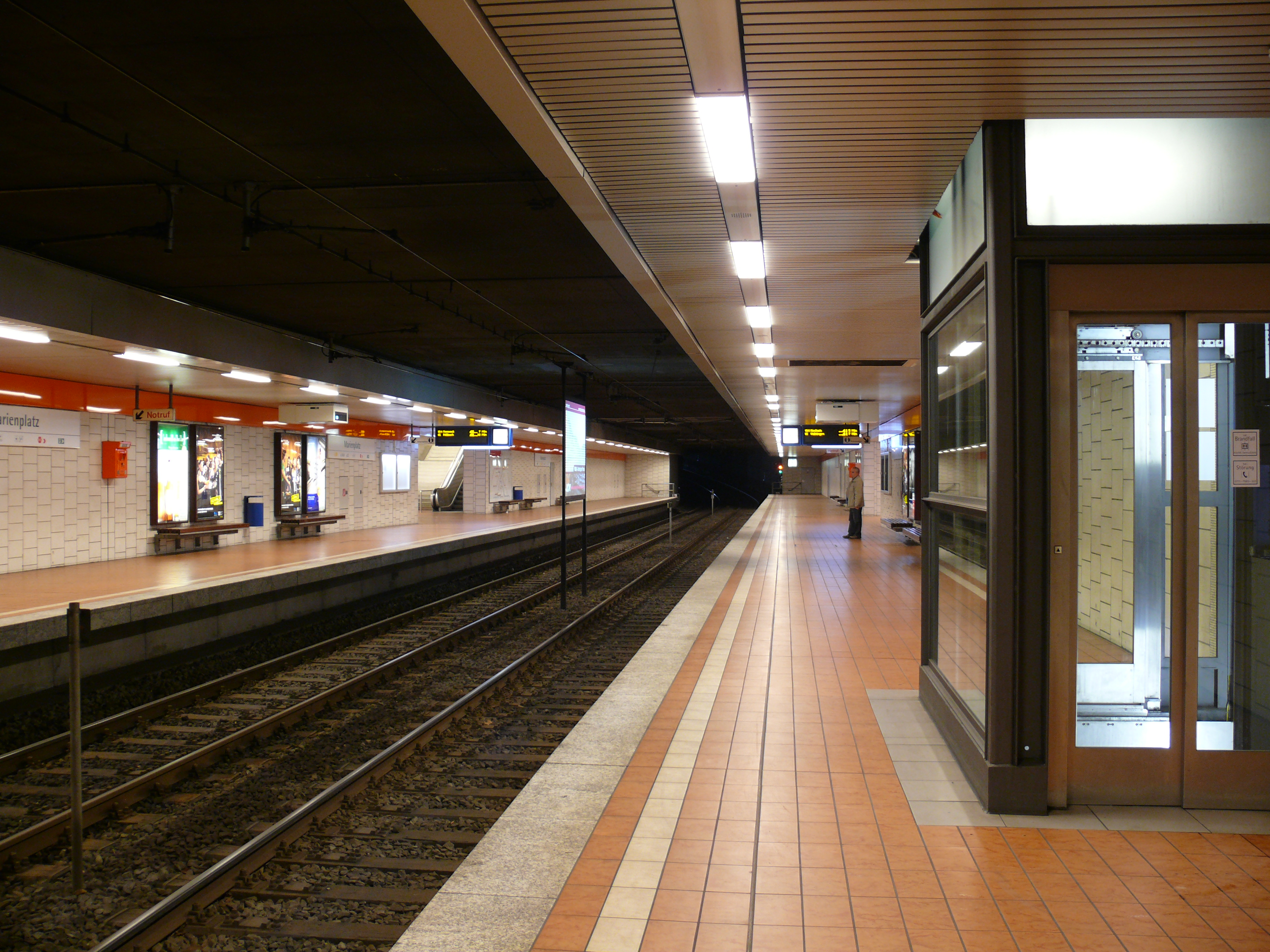
Unterirdische Stadtbahnhaltestelle Marienplatz (2010)

Den äußeren Rand des Platzes bildet ein nach Nordwesten hin offenes Hufeisen aus einer doppelreihigen Baumallee mit rotblühenden Kastanien. Im südlichen Teil des offenen Bereich steht nahe an den Bäumen der Rundpavillon eines Eiscafés. Die Mitte des Platzes nimmt die Talstation der Zahnradbahn ein, die, nachdem sie die Filderstraße über eine Rampe überquert hat, auf der Alten Weinsteige nach Degerloch hinaufführt. Am nordwestlichen Rand liegt die unterirdische Stadtbahnhaltestelle Marienplatz.
Unter dem Marienplatz verläuft der Nesenbach-Hauptsammler, der aus dem Westsüdwesten kommt und dort auf Nordostlauf schwenkt. Ebenfalls unter dem Platz liegt ein Tiefbunker, den heute Musiker nutzen.

### Verkehrsanbindung
Der Marienplatz ist über die gleichnamige Haltestelle Marienplatz an das ÖPNV-Netz des VVS angebunden. Sie wird von verschiedenen Stadtbahn- und Stadtbuslinien angefahren. Außerdem befindet sich die Talstation der Zahnradbahn auf dem Platz.

## Geschichte

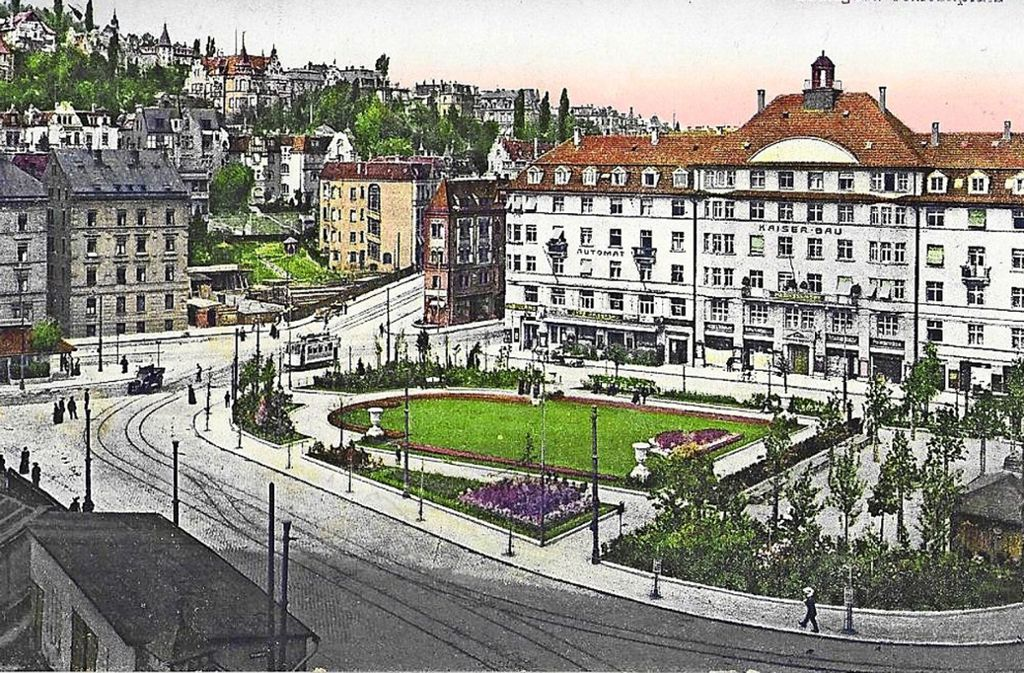
Ansicht des Marienplatzes (1917)

1876 wurde an der Stelle des Platzes erstmals ein Park angelegt.
Vom Ende des 19. Jahrhunderts bis 1916 stand am Platz ein Zirkusgebäude, das als modernste Manege des Reiches galt. 1937 veranstalteten die Nazis auf dem Platz Aufmärsche und gaben ihm den Namen Platz der SA. In den 1990ern traf sich am Platz die Drogenszene, nachdem sie aus dem Bezirk Mitte verdrängt worden war.
Der nach Planungen des Architekten Heinz Lermann neugestaltete Platz wurde im Juli 2003 eingeweiht.

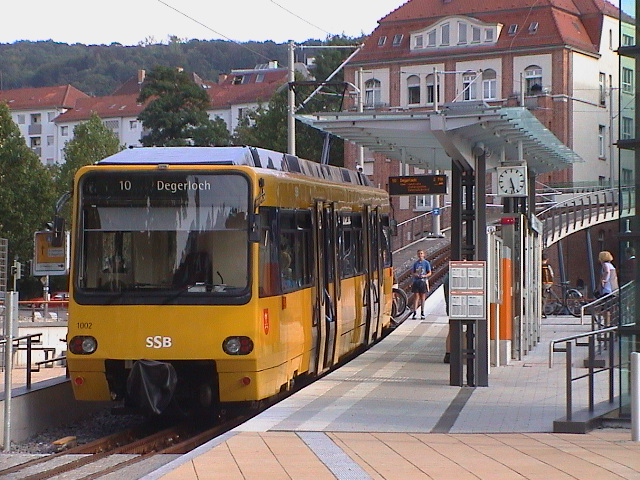
Endhaltestelle der Zahnradbahn

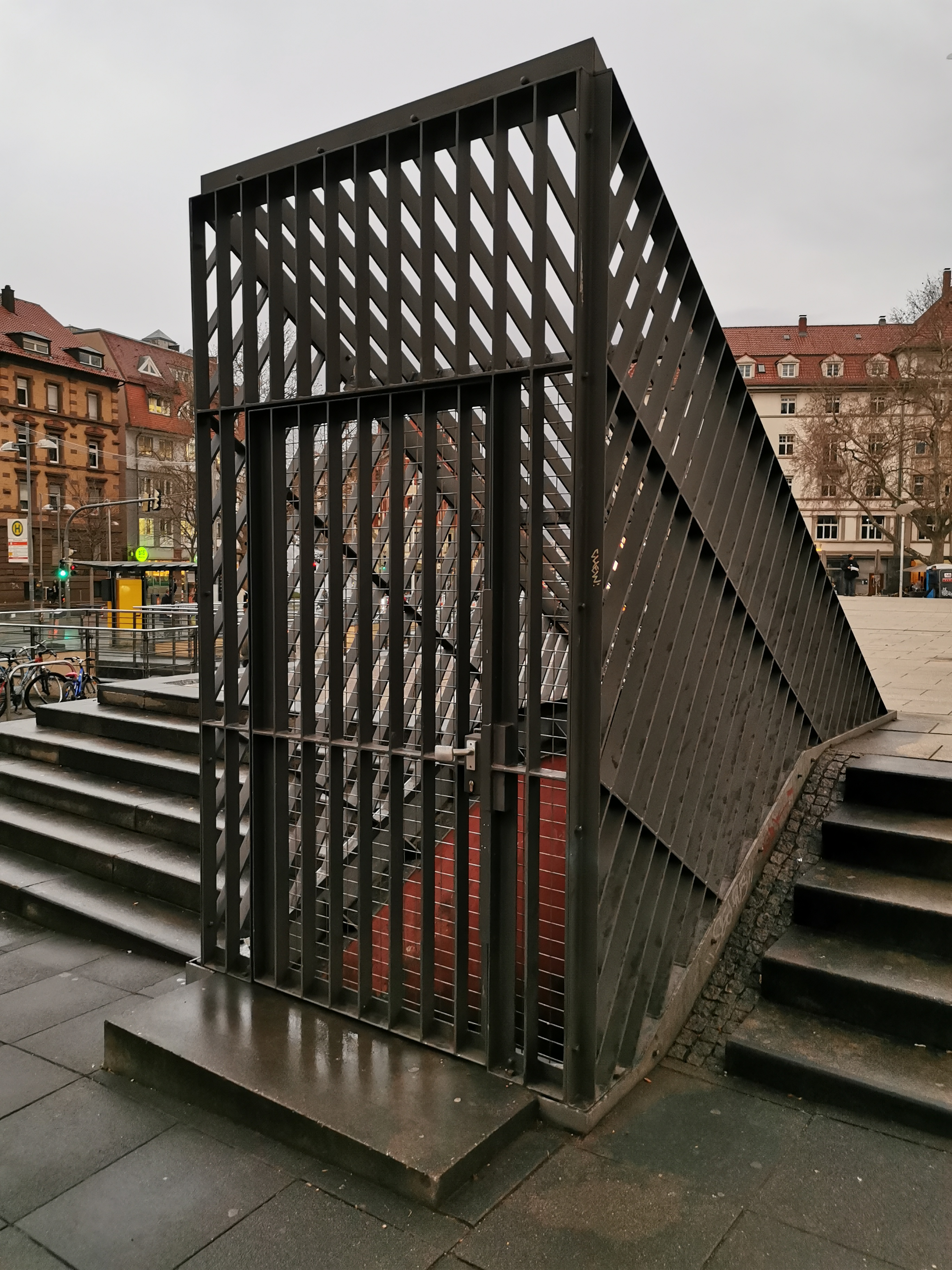
Eingang zum Tiefbunker unter dem Marienplatz